# Mantee
Mantee es una villa del Condado de Webster, Misisipi, Estados Unidos. Según el censo de 2000 tenía una población de 169 habitantes y una densidad de población de 39.5 hab/km².

## Demografía
Según el censo de 2000, había 169 personas, 74 hogares y 52 familias residiendo en la localidad. La densidad de población era de 39,5 hab./km². Había 77 viviendas con una densidad media de 18,0 viviendas/km². El 99,41% de los habitantes eran blancos, el 0,59% afroamericanos. El 1,78% de la población eran hispanos o latinos de cualquier raza.
Según el censo, de los 74 hogares en el 24,3% había menores de 18 años, el 67,6% pertenecía a parejas casadas, el 1,4% tenía a una mujer como cabeza de familia y el 28,4% no eran familias. El 28,4% de los hogares estaba compuesto por un único individuo y el 12,2% pertenecía a alguien mayor de 65 años viviendo solo. El tamaño promedio de los hogares era de 2,28 personas y el de las familias de 2,77.
La población estaba distribuida en un 17,8% de habitantes menores de 18 años, un 11,2% entre 18 y 24 años, un 26,6% de 25 a 44, un 25,4% de 45 a 64 y un 18,9% de 65 años o mayores. La media de edad era 38 años. Por cada 100 mujeres había 119,5 hombres. Por cada 100 mujeres de 18 años o más, había 101,4 hombres.
Los ingresos medios por hogar en la localidad eran de 40.750 dólares ($) y los ingresos medios por familia eran 41.750 $. Los hombres tenían unos ingresos medios de 32.500 $ frente a los 23.750 $ para las mujeres. La renta per cápita para la ciudad era de 18.871 $. El 6,3% de la población y el 3,5% de las familias estaban por debajo del umbral de pobreza. El 9,7% de los menores de 18 años y el 8,2% de los habitantes de 65 años o más vivían por debajo del umbral de pobreza.

## Geografía
Según la Oficina del Censo de los Estados Unidos, Mantee tiene un área total de 4,4 km² de los cuales 4,3 km² corresponden a tierra firme y 0,2 km² a agua. El porcentaje total de superficie con agua es 3,51%.